# Eugen von Philippovich (Kunsthistoriker)
Eugen von Philippovich (* 1919 in Wien; † 11. August 2004 ebenda) war ein österreichischer Kunsthistoriker und Kunsthändler.
Väterlicherseits war er ein Enkel des Nationalökonomen Eugen von Philippovich, mütterlicherseits von Carl Reininghaus, einem Wiener Brauereibesitzer, Kunstsammler und -mäzen. Nach dem Studium der Kunstgeschichte war er als Kunsthändler in Kopenhagen tätig. Er beschäftigte sich vor allem mit der Geschichte der Elfenbeinkunst und seltenen Kunstkammerobjekten.

## Veröffentlichungen (Auswahl)
- Elfenbeinkunstwerke Nürnberger Provenienz zugleich ein Beitrag zu Nürnbergs Beziehungen nach Dänemark. In: Mitteilungen des Vereins für Geschichte der Stadt Nürnberg 49, 1959, S. 339–360
- Elfenbein. Ein Handbuch für Sammler und Liebhaber. Klinkhardt und Biermann, Braunschweig 1961; 2., neu bearbeitete und stark erweiterte Auflage Klinkhardt und Biermann, München 1982, ISBN 3-7814-0167-7.
- Simon Troger und andere Elfenbeinkünstler aus Tirol. Wagner, Innsbruck 1961.
- Kuriositäten, Antiquitäten. Ein Handbuch für Sammler und Liebhaber. Klinkhardt und Biermann, Braunschweig 1966.
- Gotisches Spielzeug. In: Waffen- und Kostümkunde 12, 1970, S. 130–134.
- Gustav E. Pazarurek: Gläser der Empire- und Biedermeierzeit. 2., von Eugen von Philippovich überarbeitete Auflage. Klinkhardt und Biermann, Braunschweig 1976, ISBN 3-7814-0154-5.
- Kombinationsfiguren aus Elfenbein und Holz. In: Kunst in Hessen und am Mittelrhein 17, 1977, S. 27–35.
- Eskimo-Kunst aus Grönland. Die Grönlandsammlungen Schörghuber und Phillipovich. Belser, Stuttgart 1999, ISBN 3-7630-2375-5.